# 格鲁吉亚航空

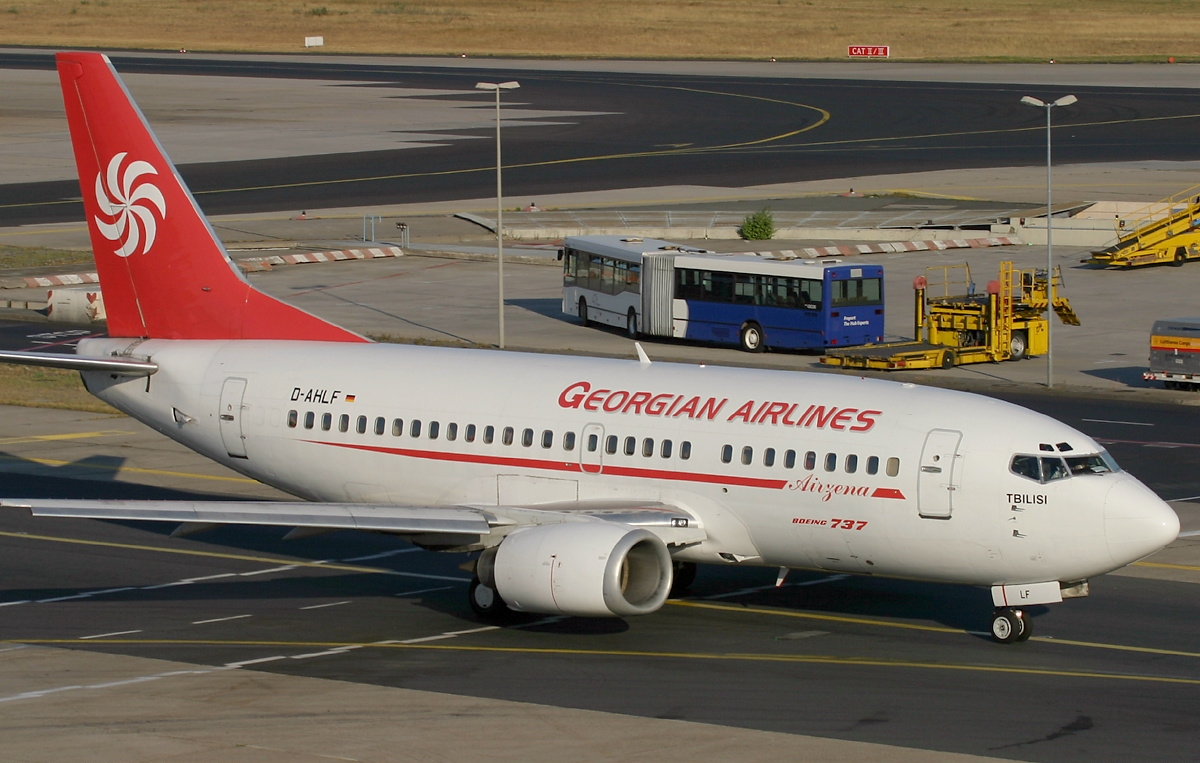
格鲁吉亚航空波音737-500

格鲁吉亚航空是西亚北部國家格鲁吉亚的國家航空公司，總部設在第比利斯。該航空公司成立于1994年，原名为泽娜航空（Airzena），1999年改名，主要经营欧洲、中东、中亚等定期国际航线。

## 歷史

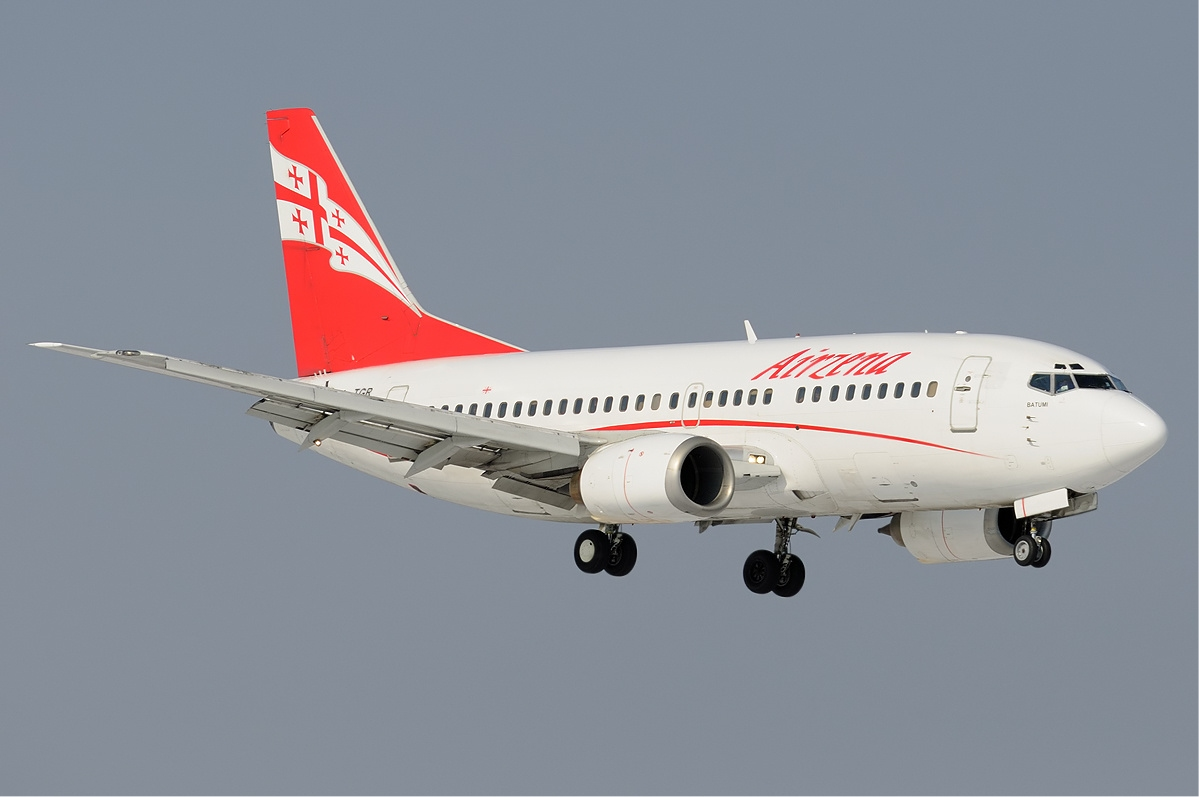
波音737-500（澤娜航空時期塗裝）

## 外部連結
- 官方網站 （页面存档备份，存于）（格鲁吉亚文）（英文）（俄文）
- 格鲁吉亚航空的Facebook專頁